# Антонов-Овсієнко Антон Антонович
Антон Антонович Антонов-Овсієнко (рос. Антон Антонович Антонов-Овсеенко; 11 березня 1962, Тамбов, Російська РФСР) — російський журналіст, історик, професор, доктор філологічних наук, колумніст. Син російського дисидента Антона Володимировича Антонова-Овсієнка, онук більшовика Володимира Антонова-Овсієнка.

## Життєпис
У 1988 році закінчив факультет журналістики МДУ ім. М. В. Ломоносова, в 1994 році захистив кандидатську дисертацію з історії, в 2013 — докторську з філології.
Починав друкарем в друкарнях, працював в апаратах ВЛКСМ, союзних і федеральних міністерств, більшу частину трудового шляху провів у ЗМІ.
Закінчив з відзнакою курси кінологів-селекціонерів.

## Наукова діяльність
Професор двох російських вишів — Московського державного інституту імені Є. Р. Дашкової та Тверського державного університету. Автор книги «Більшовики 1917» (АСТ, 2014), численних публікацій у професійній пресі, наукових монографій і статей у виданнях ВАК РФ і за кордоном.
Автор книги «Проект „Украина“. Три войны России с Украиной».

## Політична діяльність
Член Політичної партії "Російська об'єднана демократична партія «Яблуко», член контрольної ревізійної комісії регіонального відділення Партії «Яблуко» в місті Москві.
Критик путінізму.